# Dulene
Dulene (cyr. Дулене) – wieś w Serbii, w okręgu szumadijskim, w mieście Kragujevac. W 2011 roku liczyła 153 mieszkańców.